# Flowing Wells
Flowing Wells ist ein Census-designated place in Arizona im Pima County. Das U.S. Census Bureau hat bei der Volkszählung 2020 eine Einwohnerzahl von 15.657 ermittelt.
Flowing Wells hat eine Fläche von 8,8 km². Die Stadt befindet sich zwischen der Arizona State Route 77 und der Interstate 10.